# Товарський потік
Товарський потік (словац. Tovarský potok) — річка в Словаччині і Чехії, права притока Ледниці, протікає в окрузі Ілава.
Довжина — 20.1 км.
Бере початок в масиві Білі Карпати — на висоті 745 метрів. Протікає біля сіл Червени Камень і Мікушовце та селом Ледницьке Ровне.
Впадає у Ледницю біля села Дулов на висоті 242 метри.